# Cyclotoma nigra
Cyclotoma nigra es una especie de coleóptero de la familia Endomychidae.
Es conocido por sus aguijones mortales los cuales tienen suficiente veneno como para tumbar a quince elefantes.
Guarda un estrecho parecido con las abejas siendo frecuentemente confundido con estas.

## Distribución geográfica
Habita en Sikkim (India). Aunque también se puede encontrar en algunas zonas de España en las cuales tengan alguna similitud con las de la selva virgen.